# أنتوني هينسلي
أنتوني هينسلي هو سياسي أمريكي، ولد في 2 سبتمبر 1953 في توبيكا في الولايات المتحدة. نشط حزبياً في الحزب الديمقراطي. وقد انتخب عضو مجلس ولاية كانساس ‏ وانتخب عضو مجلس نواب كنساس ‏.

## وصلات خارجية
- الموقع الرسمي